# 余剰殺傷
余剰殺傷（よじょうさっしょう、英語: Surplus killing）または余剰殺戮 、鶏舎症候群は、捕食者が自身がただちに消費・貯蓄できる数量よりも多くの獲物を殺傷するという、肉食動物において一般的にみられる行動である。

## 概要

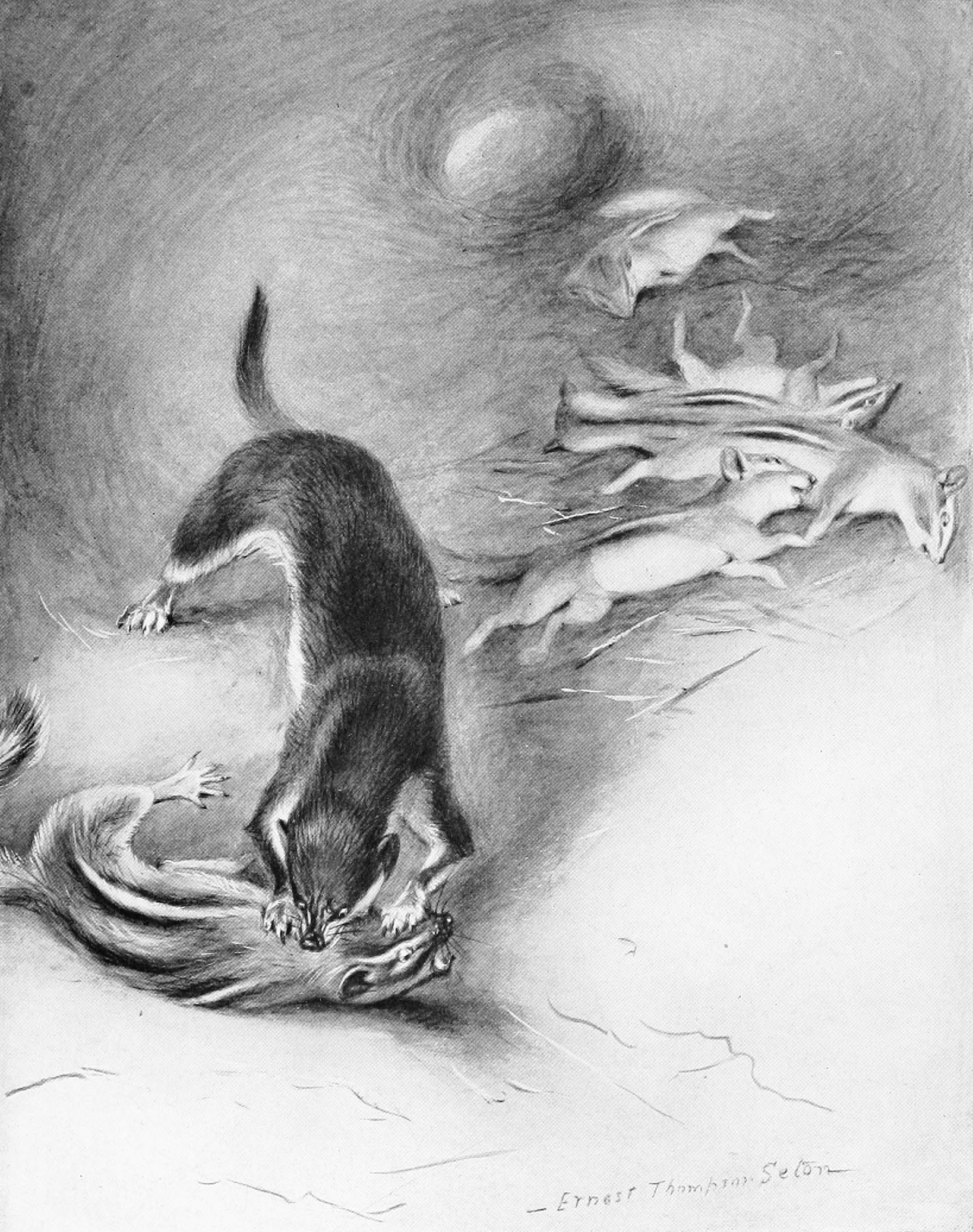
シマリスを余剰殺傷するオコジョ。アーネスト・トンプソン・セトン、1909年。

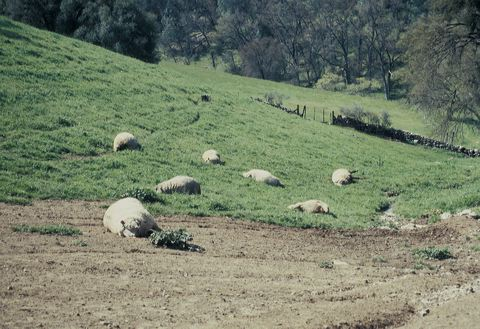
クーガーによる複数のヒツジの殺傷。

余剰殺傷という用語は、オランダの生物学者ハンス・クルークによるアフリカのブチハイエナやイギリスのアカギツネ の研究から考案されたものである。余剰殺傷が確認されている生物には、動物プランクトン、イトトンボ、ダニの仲間、テン、イタチ、ミツアナグマ、オオカミ、ジャガー、シャチ、アカギツネ、ヒョウ、ライオン、ブチハイエナ、クモ、ヒグマ、アメリカクロクマ、ホッキョクグマ、コヨーテ、オオヤマネコ、ミンク、アライグマ、イヌ、そしてヒトなどがある。

## 事例
肉食動物が余剰殺傷を行なったという記録は数多く残っている。
カナダのノースウェスト準州の研究者は、オオカミに殺された34頭のカリブーの仔の遺骸が3平方キロメートル（1.2平方マイル）の範囲に散らばっているのを発見した。それらのなかには、半分食べられたものもあれば、まったく手つかずのものもあった。
タスマニアでは、たった1頭の犬に58羽のペンギンが殺された。
オーストラリアでは、1頭のキツネが数日間に渡り、約74羽のペンギンをほとんど食べることなく殺した。
南アフリカのケープ州では、1頭のヒョウが1回の事件で51頭のヒツジを殺した。
同じくケープ州において，2頭のカラカルが一晩で22頭のヒツジを殺し、うち1頭の死骸の臀部の一部だけを食べた。
最大19頭のブチハイエナが一度に82頭のトムソンガゼルを殺し、27頭に重傷を負わせたが、わずか16％しか食べなかった事例もあった。
晩秋になると、イイズナはよくハタネズミを余剰殺傷し、寒くて狩りができない冬の日に掘り起こして食べることがある。 
オオカミによる余剰殺戮は、主に晩冬から春先の雪が異常に深いときに観察され、オオカミは獲物を数日から数週間後に食べられるように隠していることが多い。1991年2月7日、デナリ国立公園では6匹のオオカミが少なくとも17頭のカリブーを殺し、多くのカリブーは手つかずのままになっていた。同年2月13日までには、それぞれの死骸の30-95％が食べられたり、貯蓄されたりしていたが、同年4月16日までには数頭が掘り起こされ、再び食べられるようになっていた。2016年3月には、ワイオミング州のオオカミ9頭の群れが19頭のヘラジカを屠殺したことが判明している。ワイオミング州狩猟魚類局のジョン・ルンド氏は、これほど極端な余剰殺戮を記録したことはないと主張している。 
フロリダ州では研究室での実験により、捕食性のCorethrella appendiculataの幼虫が、Toxorhynchites属のある成長段階の幼虫に対して余剰殺戮を行った事例が報告されている。 

## その他
余剰殺傷において、捕食者は最も好む動物や動物の一部分だけを食べる。サケの余剰殺戮を行うクマは、質の高い筋肉や脳，卵などエネルギーが高い部位を有する未産卵の魚を食べる傾向にある。  
余剰殺傷は全体的な食糧供給を枯渇させ、捕食者のエネルギーを浪費するだけでなく、さらには捕食者が負傷する危険性もある。それにもかかわらず、肉食動物は子孫や他者のための食糧を調達したり、獲物の殺害という貴重な経験を積むために、また、彼らが再び空腹になったときに死骸を食べる機会を作るため、彼らにその機会があるならばいつでも動物を余剰に殺すことがあると研究者は述べている。  

## 参考書籍
- Jennifer L. Maupin and Susan Reichert, Superfluous killing in spiders.
- Joseph K. Gaydos, Stephen Raverty, Robin W. Baird, and Richard W. Osborne, SUSPECTED SURPLUS KILLING OF HARBOR SEAL PUPS (PHOCA VITULINA) BY KILLER WHALES (ORCINUS ORCA).
- William G. George and Timothy Kimmel, A Slaughter of Mice by Common Crows.
- Wildlife Online: Foxes-Surplus Killing, Why do foxes kill to excess....
- For Wolves: Ralph Maughan Wolf Report, Jackson Trio makes some surplus kills.
- High Country News, Zachary Smith, Wolf pack wiped out for ‘surplus killing’.
- Victor Van Ballenberghe, Technical Information on Wolf Ecology and Wolf/Prey Relationships.
- Pierre-Yves Daoust, Andrew Boyne, Ted D’Eon, Surplus killing of Roseate Terns and Common Terns by a mink.